# Carpodacus sillemi
Il fanello rosato di Sillem o carpodaco di Sillem (Carpodacus sillemi (Roselaar, 1992)) è un uccello passeriforme della famiglia dei Fringillidi.

## Etimologia
Il nome scientifico della specie, sillemi, venne scelto in omaggio a Jérôme Alexander Sillem, mercante e ornitologo olandese che per primo ne ottenne un esemplare.

## Descrizione

### Dimensioni
Misura 15 cm di lunghezza.

### Aspetto
Si tratta di uccelli dall'aspetto robusto e massiccio, muniti di testa tondeggiante con grandi occhi e becco conico, ali allungate e coda dalla punta lievemente forcuta.
Il piumaggio appare di colore bruno su testa, spalle e petto, con presenza di una bavetta biancastra, come bianchi sono il ventre e i fianchi, mentre il dorso è grigiastro e ali e coda sono nere: molto probabilmente è presente dimorfismo sessuale, col maschio dai colori più accesi, tuttavia mancano informazioni in quanto la specie è nota solo in base a fotografie ed esemplari impagliati.

## Biologia
Non si conosce molto riguardo alle abitudini di questi uccelli: essi sono stati osservati da soli o in coppie al suolo, mentre si nutrivano di foglioline e boccioli di Androsace, pertanto si ritiene che la loro biologia non differisca significativamente da quella degli altri carpodacini.

## Distribuzione e habitat
Conosciuta solo in base a due esemplari (un maschio adulto ed un giovanile) ottenuti nel 1929 nella regione dell'Aksai Chin, nel Tibet sud-occidentale, nel 2002 altri due esemplari (un maschio adulto e una probabile femmina adulta) sono stati osservati e fotografati nel Quinghai occidentale, a 1500 km dal luogo dove la specie venne scoperta. Ambedue gli avvistamenti sono stati effettuati in zone rocciose con vegetazione sparsa al di sopra dei 5000 m d'altitudine sull'altopiano del Tibet.

## Sistematica
A lungo ascritto al genere Leucosticte col nome scientifico di L. sillemi, in seguito ad analisi del DNA mitocondriale effettuate nel 2016 questo uccello è risultato essere molto affine al genere Carpodacus, nel quale costituisce un taxon fratello al carpodaco del Tibet (talvolta posto in un proprio genere monotipico, Kozlowia).